# Дарницкий бульвар
Да́рницкий бульва́р — бульвар в Днепровском районе города Киева, Северо-Броварский массив. Пролегает от улицы Андрея Малышко до улицы Генерала Жмаченко.
К Дарницкому бульвару примыкают улицы Анатолия Соловьяненко и Города Шалетт.

## История
Бульвар возник в 1950-е годы XX столетия под названием Центральный. Современное название получил в 1955 году. До 1967 года составлял единую улицу с бульваром Труда (разделены в связи с прокладыванием наземного участка Святошинско-Броварской линии метрополитена).

## Географические координаты
Координаты начала 50°27′31″ с. ш. 30°36′57″ в. д.
Координаты конца 50°27′52″ с. ш. 30°36′23″ в. д.
Протяжённость — 820 м. Движение двустороннее.

## Транспорт
- Станция метро «Дарница»

## Почтовый индекс
02192; 02206